# Kungariket Thessaloniki
Kungariket Thessaloniki var en kortlivad korsfararstat som grundades efter det fjärde korståget. 

## Historia

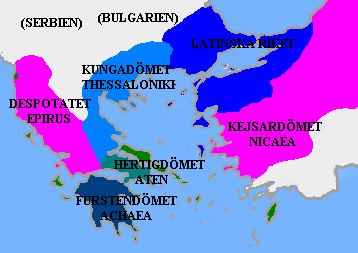
Karta över korsfararstaterna i södra Europa 1204.

Bonifatius av Montferrat, som ledde det fjärde korståget, var väntad av både korsfararna och bysantinerna att bli den nya kejsaren efter att Konstantinopel erövrats 1204. Dock ville inte Republiken Venedig, som varit en av de starkaste makterna i erövrandet, att Boniface skulle bli kejsare då de ansåg att han hade för starka band med Bysans sedan hans bror, Konrad, var ingift i den bysantinska kungafamiljen. Venedig ville ha en mera lätt kontrollerad kejsare och valde Balduin av Flandern som kejsare för det nya Latinska riket.
Boniface erkände detta motvilligt och gav sig istället ut för att erövra Thessaloniki, som var Bysans näst största stad efter Konstantinopel. Detta var något som även kejsaren Baldwin I var ute efter men Boniface lyckades vinna Venedigs gunst sedan han lämnat ön Kreta som han kontrollerade till dem. Han lyckades sedan erövra staden och sätta upp ett kungarike där, som dock var underställd det Latinska riket. Titeln “kung“ var dock ingen officiell titel. Senare källor från sent 1200-tal och 1300-talet hävdar att Boniface baserade sitt anspråk på Thessaloniki då han hävdade att hans yngre bror Renier have förlänats Thessaloniki genom sitt giftermål med den bysantinska prinsessan Maria Komnene. 
Kungadömet utgjorde allt land längs den Egeiska kusten vid Trakien, Thessalien och Makedonien men landgränsen var obestämbar eftersom ständiga krig utkämpades med Bulgarien och despotatet Epirus. Kungadömet utsattes även av attacker från den avsatta bysantinska kejsaren Alexius III, som flytt till Korinth, men som snart blev besegrad. Efter den segern erövrade Boniface ön Euboea och hjälpte korsfarare att upprätta hertigdömet Aten och furstendömet Achaea, som blev vasallstater till Thessaloniki.
Bonifaces regeringstid varade dock bara två år efter att han råkat ut för ett bakhåll av bulgarerna och mördats den 4 september 1207. Kungadömet övergick sedan till Bonifaces son, Demetrius, som dock fortfarande var ett spädbarn så den faktiska makten låg hos ett flertal riddare ur den lägre adeln. De gjorde direkt uppror mot det Latinska riket men blev krossade av kejsaren Henrik av Flandern 1209. Henriks bror, Eustache, blev då regent för Demetrius. Mikael I av Epirus, tidigare allierad med Boniface, och även Bulgarien utnyttjade situationen och anföll kungadömet 1210. Kejsaren Henrik av Flandern besegrade slutligen båda. Efter Mikaels död 1215 fortsatte hans bror Theodor anfallen mot kungadömet. Över de nästföljande nio åren erövrade Theodor hela kungadömet förutom staden Thessaloniki eftersom det Latinska riket inte kunde undvara några trupper från sina krig med det mera starkare bysantinska kejsardömet Nicaea. 1224, just då Demetrius blivit gammal nog att överta kungatiteln, erövrade Theodor slutligen resterna av Thessaloniki och kungadömet blev en del av despotatet Epirus.
Kungadömets krona gjordes anspråk av flera titulärkungar av huset Montferrat i Monferrato ända till 1284. Även hertigarna av Burgund gjorde anspråk till på tronen sedan Balduin II av Konstantinopel utlovat titeln till Hugh IV så han kunde återta det Latinska riket.